# Provincia de Guantánamo
Guantánamo es la provincia más oriental de Cuba. Su capital es la ciudad de Guantánamo. La provincia limita con la base naval estadounidense de la Bahía de Guantánamo.

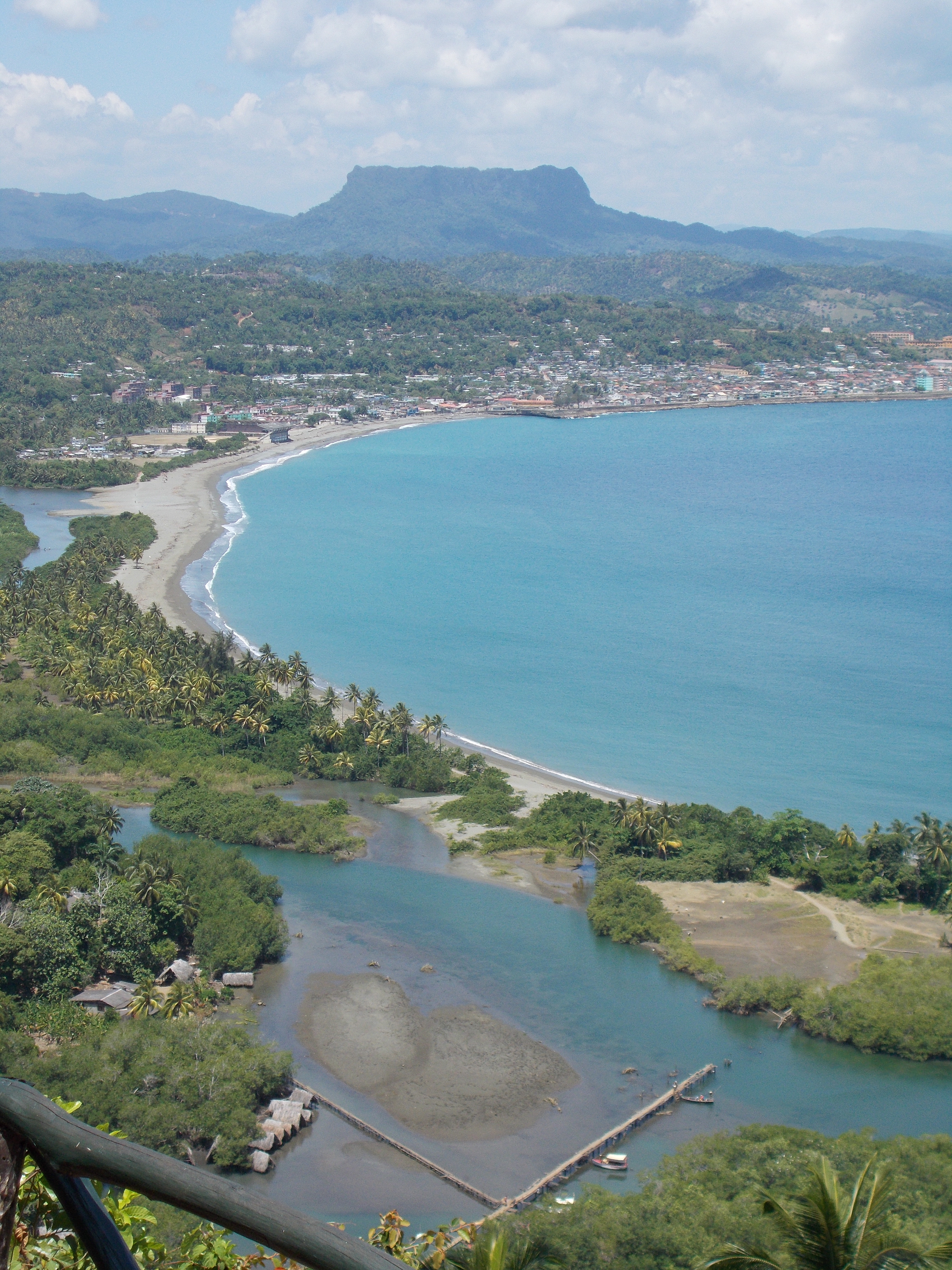
Vista de Baracoa, uno de los sitios más visitados de la provincia. Al fondo, el Yunque de Baracoa.

Tiene un área de 6176 km² y posee una población de 511 116 habitantes (2011), de los cuales 216 936 corresponden a la capital. Ocupa el décimo lugar entre las provincias del país por su extensión y el undécimo por su población.
En esta región predomina el relieve con elevaciones, hacia el norte y al este noreste las montañas de Nipe-Sagua-Baracoa con la altura predominante en la Sierra del Curial, pico El Gato (1181 m); al suroeste parte de la Sierra Maestra que se alterna con valles como los de Guantánamo, Guaso y Sabanalamar. 
Las montañas Nipe-Sagua-Baracoa dominan la provincia, dividiendo tanto el clima como el paisaje. La costa septentrional es la región más húmeda del país, mientras la meridional es la más caliente. La principal laguna es La Salada y sus mayores embalses son La Yaya y el Jaibo.
La arquitectura de Guantánamo y su cultura son diferentes de las del resto de Cuba. La provincia está solo a 80 km de Haití en su punto más cercano, a través del paso de los Vientos. Guantánamo tiene también un alto número de inmigrantes y descendientes de Jamaica, Haití, Puerto Rico (caribeños y antillanos) y franceses, razón por la cual muchos edificios son comparables con los del barrio francés de Nueva Orleans.
La provincia de Guantánamo, por ser parte de la isla de Cuba y por estar ubicada en la zona tropical, presenta, en lo fundamental, un clima similar al resto del país: clima tropical de sabana, con un verano bastante cálido y las precipitaciones distribuidas en dos estaciones, estación lluviosa desde mayo a octubre con el 70 % aproximadamente de la lluvia total anual y la estación poco lluviosa con el 30 % del total anual comprendida desde noviembre hasta abril.
Las situaciones sinópticas más frecuentes predominantes son las altas presiones oceánicas (anticiclón del atlántico) en los meses invernales, los cuales se retiran en verano y por eso tenemos un invierno no muy frío y poco lluvioso y en cambio un verano cálido y lluvioso.
Los vientos predominantes, para todo el país son de componente norte por la influencia de los vientos alisios que se producen desde la periferia sur de las altas presiones subtropicales hacia las bajas presiones ecuatoriales.
Hacia el norte se extiende el macizo montañoso, Nipe-Sagua-Baracoa, el cual se interpone al paso de los vientos alisios obligándolos a ascender.
Como consecuencia de la influencia del relieve, tenemos la zonas más lluviosa: La cuenca del río Toa y la cuenca del Duaba, en donde se registran 2200 mm año y en donde existen una zona (El Aguacate) con un promedio anual de 3600 mm y más de 180 días con lluvia al año. Al propio tiempo tenemos la zona menos lluviosa. La franja costera sur, con menos de 500 mm promedio al año y en donde se registran temperaturas muy altas con un promedio anual superior a los 26,6 °C y una alta tasa de evaporación, superior a los 2000 mm al año.
En general y producto a la influencia del macizo Nipe-Sagua-Baracoa, por interponerse al paso de los vientos alisios, Guantánamo presenta 4 regiones climáticas:
La parte Oeste del macizo Nipe-Sagua-Baracoa con un clima tropical de Sabana (Aw) pero con un régimen pluviométrico superior o próximo a los 1500 mm al año dividido en estaciones como ya se explicó. Esta zona incluye de Sabaneta y la Tagua.
La parte este del macizo montañoso (Parte de Yateras y Baracoa íntegramente) con un clima tropical lluvioso o de Selva Tropical (Af) con temperatura ligeramente más frescas y con un promedio anual de lluvia superior a los 2200 mm y distribuida abundantemente todo el año (ningún mes presenta registro inferior a los 60 mm como ocurre en las demás regiones) y por tanto no existen las estaciones de lluvia: es lluvioso todo el año; de ahí que presente los bosques más exuberantes de las Antillas, derivados como reserva de la biosfera.
El Valle o Cuenca de Guantánamo y algunos valles interiores como el de Caujerí, posee un clima tropical de Sabana, pero con una temperatura superior a la región y con un régimen de lluvia mucho más pobre, con solo 900 mm, aproximadamente al año y con un período seco o poco lluvioso más notable.
Por otra parte la tasa de evaporación es mucho más alta con aproximadamente 2000 mm al año.
Franja Costera Sur con el régimen de lluvia más pobre (inferior a los 500 mm al año) y con temperaturas muy altas, bajas o relativamente baja humedad relativa y muy alta tasa de evaporación (superior a los 2200 mm al año).Esta franja presenta un clima semidesértico o de Estepa (Bs).
Esta clasificación es basada en la clasificación de Köppen y como algo significativo podemos señalar que Guantánamo es la única provincia que presenta 3 tipos de clima.
El régimen de los vientos también varía por la influencia del relieve. En las montañas y vertientes norte del macizo montañoso los vientos predominan del primer cuadrante, es decir, entre el norte y el este, sin embargo las brisas marinas en el sur al no tener la oposición de los alisios del norte, penetran en todo el valle de Guantánamo y por ello toda la costa sur excepto la punta de Maisí en donde predomina del este, el viento predomina del sur y del sudeste hacia el interior de la Cuenca de Guantánamo en donde, el viento, al tener la barrera de la Meseta del Guaso, al norte se desvía hacia el oeste por la abertura hacia el Valle Central.
Para reflejar con ejemplos prácticos observemos algunos datos de la provincia en forma cooperativa.
La precipitación promedia anual de la provincia es de 1503 mm pero hacia las montanas y norte de la provincia es superior o próximo a 2000 mm y hacia el sur va decreciendo hasta llegar a la costa con no menos de 600 mm y con solo 40? 60 días con lluvia al año.
El clima de Guantánamo es muy variable, esencialmente en lo concerniente a la precipitación y que esta variabilidad se debe en última instancia a la influencia del relieve.
Aunque la provincia nuestra es la más cercana a la zona de generación de ciclones tropicales (zona ciclo genética) más activa de la región del Mar Caribe y del Atlántico, es la menos afectada, porque la montanas de Puerto Rico, La Española, y el sistema montañoso de Oriente tiende a desviar y debilitar los ciclones a su paso por nuestra área.

## Municipios
La provincia de Guantánamo está subdividida en 10 municipios, con una población total estimada a 2017 de 511 093 habitantes.
| Municipio           | Población (estimada 2017) | Área (km²) | Densidad (hab/km²) | Ubicación                                   | Localidad cabecera   |
| ------------------- | ------------------------- | ---------- | ------------------ | ------------------------------------------- | -------------------- |
| Baracoa             | 80 371                    | 974        | 82,49              | 20°21′2″N 74°30′37″O / 20.35056, -74.51028  | Baracoa              |
| Caimanera           | 11 173                    | 361        | 30,99              | 19°59′42″N 75°09′35″O / 19.99500, -75.15972 | Caimanera            |
| El Salvador         | 42 648                    | 630        | 67,65              | 20°12′35″N 75°13′22″O / 20.20972, -75.22278 | El Salvador          |
| Guantánamo          | 227 535                   | 257        | 884                | 20°08′13″N 75°12′50″O / 20.13694, -75.21389 | Ciudad de Guantánamo |
| Imías               | 21 111                    | 527        | 40,02              | 20°04′37″N 74°39′6″O / 20.07694, -74.65167  | Imías                |
| Maisí               | 28 752                    | 523        | 54,94              | 20°14′36″N 74°09′21″O / 20.24333, -74.15583 | La Máquina           |
| Manuel Tames        | 37 880                    | 1052       | 36,02              | 20°10′50″N 75°03′5″O / 20.18056, -75.05139  | Jamaica              |
| Niceto Pérez        | 16 553                    | 633        | 26,16              | 20°07′40″N 75°20′31″O / 20.12778, -75.34194 | La Yaya              |
| San Antonio del Sur | 25 880                    | 585        | 44,24              | 20°03′25″N 74°48′28″O / 20.05694, -74.80778 | San Antonio del Sur  |
| Yateras             | 19 190                    | 625        | 30,69              | 20°21′1″N 74°55′27″O / 20.35028, -74.92417  | Palenque             |

## Monumentos y lugares de interés

### Casa Natal deRegino Eladio Boti
Este inmueble se encuentra ubicado en la calle Bernabé Varona Nos. 403-405 e/n Pedro A. Pérez y José Martí. Esta edificación fue la casa natal del ilustre profesor, historiador, poeta, ensayista y pintor Regino E. Boti, quien nació el 18 de febrero de 1878 y murió el 5 de agosto de 1958. Este hombre y su obra forman parte del patrimonio cultural guantanamero. Fue precursor del renacimiento de las letras líricas hispanoamericanas, que surgen en Cuba en la primera década del siglo XX, autor de obras como Arabescos Mentales y otros títulos importantes para las letras americanas. Escribió artículos en revistas y periódicos, fue miembro de diferentes academias como la de Historia, la de la Lengua y la Hispanoamericana de Ciencias y Artes de Cádiz. 
Su vivienda fue durante décadas estudio, taller y biblioteca del gran artista, y en ella se conservan dibujos, pinturas, su diario, su nutrido epistolario, su archivo personal y su biblioteca. Esta histórica casona es de estilo colonial, caracterizada por sus puertas españolas, con clavos ornamentales, ventanas de tablero español con hojas, columnas de madera y techo de tejas criollas. Constituye una edificación con fachada típica del siglo XIX, alterada interiormente por modernizaciones eclécticas posteriores desarrolladas en un solo nivel y con una planta en forma de U. 
Tiene muros de ladrillos y horconadura de madera dura. La antecede por un costado un portal corrido con pie derechos de madera tallada que sostienen la cubierta de zinc galvanizado. La edificación nos ofrece una recia carpintería en puertas de tipo española sin postigos, las ventanas de dos hojas de tipo tablero sin guarda polvos ni ménsulas, la cubierta de tipo colgadizo con drenaje libre a la calle y al patio.

### Alzamiento deSanta Cecilia
Ubicado al sureste de la provincia de Guantánamo, a 6½ km aproximadamente, se encuentra el poblado de Santa Cecilia, del mismo nombre que el ingenio que cesa sus funciones entre 1970-1980. Tiene elementos formales bastante modestos, donde prevalecen las construcciones típicas rurales, con proliferación de madera en estructuras y paredes. Este poblado tuvo su origen el siglo XIX, con el auge de la caña de azúcar en el valle guantanamero. Actualmente (2002) se acometen nuevos proyectos de desarrollo agrícola. Paralelo al alzamiento en la finca La Confianza, liderado por Pedro A. Pérez el 24 de febrero de 1895, se produjo un pequeño levantamiento en el poblado de Cecilia. Pedro Ramos y Enrique Brooks fueron las figuras más significativas de este acontecimiento; junto a una partida de hombres armados de la comarca, tomaron por asalto la tienda, y se apropiaron de las armas y municiones que pudieron arrebatar a los españoles. Una vez concluida la operación, marcharon hacia La Confianza para unirse a las fuerzas de Pedro A. Pérez. A causa de los méritos alcanzados por su arrojo e inteligencia en el campo de batalla al frente de los mambises, Pedro Ramos obtuvo el grado de Coronel del Ejército Libertador. Posteriormente fue jefe del Regimiento de Caballería de la primera división, condición que le propició formar parte de la Columna Invasora más tarde y murió en el combate de Vueltabajo, provincia de Pinar del Río.

### Obelisco Mártires del 4 de Agosto
A finales de 1955 e inicios de 1956, se creó una fábrica de bombas en el sótano de la casa de los esposos Enrique Rodríguez y Berta Cuza, en la calle Aguilera entre Santa Rita y San Gregorio, donde trabajaban Gustavo Fraga, Fabio Rosell, Juan Escardó y el propio Enrique. Los primeros días del mes agosto marcaron un hito en el pueblo guantanamero: las noches eran de los revolucionarios, los grupos de acción y la sección obrera circulaban libremente, y orientaban continuar la huelga. La casa convertida en fábrica de explosivos realizaba un trabajo fabril intenso pues tendrían que garantizar la acción que se ejecutaría el 4 de agosto, en la cual ellos constituían el arsenal principal. 
Pasado el mediodía de esa fecha una fuerte explosión estremeció la mitad de la ciudad. En los primeros momentos los grupos acuartelados pensaron que se trata de un sabotaje en gran escala, pero pronto se conoció la verdad: había estallado la instalación. Los miembros de la sección obrera del movimiento, Gustavo Fraga, Fabio Rosell y Enrique Rodríguez murieron en el interior de la fábrica; Abelardo Cuza y Jesús Martín, quienes acudieron a ayudar a los combatientes revolucionarios, fueron golpeados por el ejército de la tiranía y posteriormente asesinados, y sus cadáveres fueron colocados junto a los luchadores clandestinos. 
Pero los reveses no pusieron punto final ya que la lucha continuó y la huelga se extendió hasta el 9 de abril; de esta forma el movimiento revolucionario y el pueblo daban prueba de la pujanza de sus acciones. El 30 de julio de 1959 es una fecha que recuerda a todos los mártires de la revolución en honor a Frank País, pero en Guantánamo, tierra del Mayor General Pedro A. Pérez, se escogió el 4 de agosto de 1957 para rendir tributo a los caídos en este territorio. De esta forma se simboliza el Día de los mártires locales y el pueblo desfila en homenaje a los caídos para rendirles tributo.

### Plaza Mariana Grajales Coello
(Autores: Arq. Rómulo Fernández Villaldo. Escultores: José Villa Soberón, Enrique Angulo y Lázaro Tranord. Ingeniero: Esteban Fernández. Diseñador gráfico: Lázaro Enríquez. Compositor de la música: Frank Fernández.
Pintor: Ernesto García Peña.)
Enlazando estos elementos denotativos se encuentra —a manera de pórtico del pueblo— un eslabón trunco con la efigie de la guantanamera, que representa la vinculación de la parte más vieja de la ciudad con la nueva, además de simbolizar la unión de las diferentes etapas de lucha, desde los mambises y los rebeldes, hasta nuestros días. El área soterrada está conformada por tres salones de conferencias y las áreas administrativas, enlazadas por patios interiores que los enriquecen visualmente y que permiten mantener una transparencia constante entre las salas y demás locales abiertos a través de amplios ventanales de cristal. 
Los patios interiores poseen una vegetación diseñada con plantas autóctonas de las partes más húmedas del territorio (malangas y helechos), en contraste con el exterior de la instalación, donde se sembraron las especies de la zona más seca (cactáceas y otras plantas xerofíticas de zonas costeras). Las paredes están enchapadas con maderas preciosas de la localidad y algunas de ellas exhiben murales pictóricos con temáticas como: la épica mambisa, la gesta rebelde y nuevas epopeyas. La Plaza Mariana Grajales Coello es monumento local desde el 21 de febrero de 1995 y recibió una reparación capital dirigida técnicamente por el Arq. Carlos Lamas, del Centro de Proyectos de Guantánamo y realizada por la Empresa Constructora Integral No. 6.

### Palacio Salcines
Es uno de los primeros trabajos proyectados por José Lecticio Salcines Morlote, una vez graduado en 1913 en la Universidad de La Habana como Arquitecto e Ingeniero Civil y Eléctrico. Influenciado por las corrientes des Beaux Arts diseña y supervisa la construcción desde sus inicios hasta 1919, en que concluye. El proyecto inicialmente concebía solo dos niveles y durante la ejecución se decidió por la familia incorporarle un tercero. La construcción se yergue en una céntrica esquina de la ciudad en un lateral esquinero casi cuadrado, del cual el arquitecto sacó el mejor provecho en cuanto a la utilización de los espacios y en el tratamiento formal que recibió. Se acentuó la esquina con una cúpula nervada que jerarquizó a todo el edificio. Cada nivel obedecía a una estructura espacial distinta, motivado por los variados usos a que estaban destinadas. 
La planta baja se concibió para dedicarla a oficinas de negocios, por largo tiempo radicó allí la consulta del Doctor Felipe Salcines, hermano del arquitecto. Durante un tiempo allí estuvo también el Ayuntamiento de Guantánamo. El segundo y tercer nivel eran dedicados a las dependencias de la familia Salcines. Excepto el tercer nivel, los restantes espacios fueron concebidos de manera compacta, o sea, que se aprovecha en su casi totalidad el área construida, situación que propició la aparición de novedosas soluciones para la ciudad, como el lucernario para la obtención de la luz natural, tamizada por cristales de colores. La ventilación es resuelta gracias a los amplios vanos de puertas y ventanas que daban al exterior y los altos puntales que tenía cada nivel. Especial atención merecen los dos últimos niveles en cuanto a la distribución espacial y su decoración. Salcines rompe con los esquemas tradicionales de las plantas de las casas coloniales, toma una nueva postura de la escuela europea, le da mucha importancia a los espacios sociales, vinculados a las posibilidades económicas de este grupo social. 
El cuarto de baño en esta edificación dejó de ser un local aislado y retirado al fondo para integrarse a los dormitorios. Aparece además el cuarto para costura y bordados de la mujer, y los recibidores en los distintos lugares de la casa. La decoración de la casa fue realizada por el barcelonés Buenaventura Morando, que recreó el salón principal con grandes murales y cenefas particulares para cada espacio, a un costo inicial de 1000.00 $. La escultura mayor, obra del italiano Américo Chini, que lleva como nombre La Fama, está inspirada en la llamada La fuente de La Fama, reproducida en Segovia, España. Esta escultura es símbolo de la ciudad desde 1995. En esta edificación se manifiesta el eclecticismo con mucha fuerza y se insertan además elementos que por su diseño rememoran el art-nouveau catalán. Las fachadas este y norte están concebidas con elementos no menos importantes de la escultura menor, que sirven de apoyo estilístico, trabajos de alto y bajo relieve adosados a la pared como figuras humanas en rostros y cuerpos infantiles, balaustradas art-nouveau imitando guirnaldas y balconcillos; todo unido a una caprichosa carpintería. El elemento de mayor vigor lo constituye la cúpula con linternas frontales selladas, pero abierta cenitalmente con el objetivo de que desarrollara un excelente mirador a la ciudad. 
Todas las paredes exteriores están terminadas con un repello fino color terracota, dejadas ex profeso con este color y acentuada formalmente a manera de sillares. Los interiores se terminaron con masilla y yeso. La estructura de la edificación es de hormigón armado combinados con los aportes constructivos de los catalanes en la esbeltez de los muros alicatados, bóvedas catalanas en la escalera, y cubierta de viguetas y bovedillas de ladrillos. En los pisos de la escalera se utilizó el mármol de Carrara. Las puertas, todas de madera, tuvieron diseños distintos según las plantas. En la primera se utilizaron puertas de tableros resaltados y cristal esmerilado. En la segunda primaba la persianería francesa y en la tercera, la madera y el cristal de colores con el diseño sinuoso del art-nouveau. En la planta baja estuvo la oficina principal de correos de la ciudad hasta 1994, lo que provocó sensibles cambios en los interiores, como el sellaje del lucernario y un reforzamiento estructural muy oportuno. 
En la segunda planta se mantuvo una vivienda hasta 1994 y la tercera estuvo comprometida con el Sindicato Municipal de Educación hasta esa propia fecha. Una vez liberado el edificio se comenzó la restauración a cargo del arquitecto Alberto Brauet y del ingeniero Raúl Ríos. En 1999 se iniciaron los trabajos de restauración de la pintura mural hasta realizar el 70 % de ellas. En la planta baja se encuentra actualmente la Galería de Arte Salcines; en la segunda, el Museo de Artes Decorativas y el tercer nivel lo ocupa el Centro Provincial de Patrimonio Cultural.

## Economía y ciencia
En el territorio guantanamero residen más de medio millón de habitantes, siendo el municipio más poblado el cabecera con 249 850. Las producciones de coco, café, cacao, sal, azúcar de caña y cultivos agrícolas varios resultan básicas en la economía de la provincia, aunque crecen las producciones de válvulas y bombas industriales, bicicletas, herramientas de mano para la agricultura, muebles del hogar, y los aportes de disímiles plantas de las industrias alimentarias y poligráfica.
Guantánamo ha sido cuna y escenario de grandes científicos e ingenieros cubanos y extranjeros. Por nuestras tierras han pasado, y pasan en la actualidad, científicos de la talla del sabio naturalista alemán Dr. Juan Cristóbal Gundlach y el ingeniero Leticio Salcines.

## Cultura y educación
El arte se caracteriza por el folclore, representado por el Changüí, ritmo originario de la provincia, la Tumba francesa y otras muchas tradiciones. También es destacable el desempeño de otros creadores pertenecientes a la Unión Nacional de Escritores y Artistas de Cuba. Además, comparte junto a Santiago de Cuba la sede de la Fiesta del Fuego.

### Universidades
El sistema de Educación Superior en la provincia está constituido por 4 centros que se encargan además de la impartición de las clases correspondientes a las carreras que en estos se imparten, a las líneas de investigación a estos definidas y de la superación de posgrado de los profesionales que laboran en los perfiles que estos desarrollan. Estos centros son:
- Centro Universitario de Guantánamo. El 21 de marzo de 1997, por el acuerdo No. 3156 del Consejo de Estado y de Ministros se constituye el hoy conocido Centro Universitario de Guantánamo CUG) con la unión de la Facultad de Agronomía de Montaña de Sabaneta con la Facultad de Posgrado y Educación a Distancia, hoy, Centro de Educación Posgraduados. Con la misión de formar ingenieros agrónomos de montaña y coordinar e impartir los cursos de posgrado.

- Universidad Pedagógica Raúl Gómez García. Se dedica a la formación y superación de los profesores en ciencias pedagógicas. El mismo fue creado en el curso de 1972-73.

Facultad de Ciencias Médicas de Guantánamo. En el año 1979 se crea la Escuela Médica como Unidad Docente con objetivo de formar los profesionales de la salud de la provincia.

## Comunicación
La provincia de Guantánamo cuenta con una emisora radial provincial (CMKS) además de un telecentro Solvisión, ambos cuentan con corresponsalías en todos los municipios del territorio.
Además posee una editorial estatal llamada El mar y la montaña.

## Deportes
Guantánamo, uno de los territorios menos desarrollados del país, en su infraestructura deportiva posee en la cabecera provincial y un estadio como el "Nguyen Van Troi", sede de Campeonatos Nacionales de Béisbol y otros lides, una instalación con similares características en Baracoa y terrenos de práctica en los diez municipios. Pero es una de las provincias que más aporte brinda al deporte nacional en ramas como el Boxeo, Baloncesto, Atletismo y Judo.
Los deportes que más se practicaban eran, Béisbol, Boxeo y Baloncesto; este último por la influencia de la Base Naval Norteamericana, enclavada en territorio guantanamero.
Solo se practicaba deportes en las escuelas privadas y el Instituto de 2da. Enseñanza. Se contaba escasamente con solo 12 profesores de Educación Física en toda la provincia, la mayoría no profesionales.
Guantánamo no deja de ser también bastión en los resultados deportivos nacionales e internacionales y esto se materializa ya en el año 1968, cuando aporta 3 medallas de bronce en el Atletismo Olímpico, incursión está que a partir de ese momento la declara como una cantera permanente y que se destaca con sus campeones Olímpicos; Ángel Herrera Vera, María Caridad Colón, Driulis González, Félix Savón, George Díaz, Rogelio Marcelo, Norka Latamblet y más reciente Dayron Robles y Yargelis Savigne.
- Instalaciones Deportivas

Estadio "Nguyen Van Troi", Complejo de Piscinas, Sala Polivalente "Rafael Castiello" y Estadio "Rogelio Palacio".

## Base Naval de Guantánamo
Estados Unidos mantiene una base naval en Cuba. Esta instalación se encuentra en la Bahía de Guantánamo, una de las mayores de la isla. Dista 64 kilómetros de Santiago de Cuba, la segunda ciudad en importancia del país, y 920 kilómetros de su capital La Habana. Abarca un área de 117,6 kilómetros cuadrados (49,4 de tierra firme y el resto de agua y pantanos). Delimita una línea de costa de 17,5 kilómetros. La bahía posee buenas características en cuanto a profundidad, seguridad y capacidad, aunque actualmente se discute su importancia estratégica.
La Enmienda Platt, ley del Congreso de Estados Unidos impuesta a la primera Constitución cubana a principios del siglo XX, bajo la amenaza de que de no aceptarse la isla permanecería ocupada militarmente, estableció la obligación de ceder porciones de territorio para instalaciones militares. En diciembre de 1903 Estados Unidos tomó posesión de la Bahía de Guantánamo.
Las autoridades cubanas han declarado en muchas ocasiones que no aceptarán ninguna negociación con respecto a este territorio que no sea la retirada incondicional de las tropas extranjeras allí acantonadas. Asimismo, el gobierno cubano ha ratificado que no intentará recuperar sus derechos mediante la fuerza.